# 52-es busz (Szczecin)

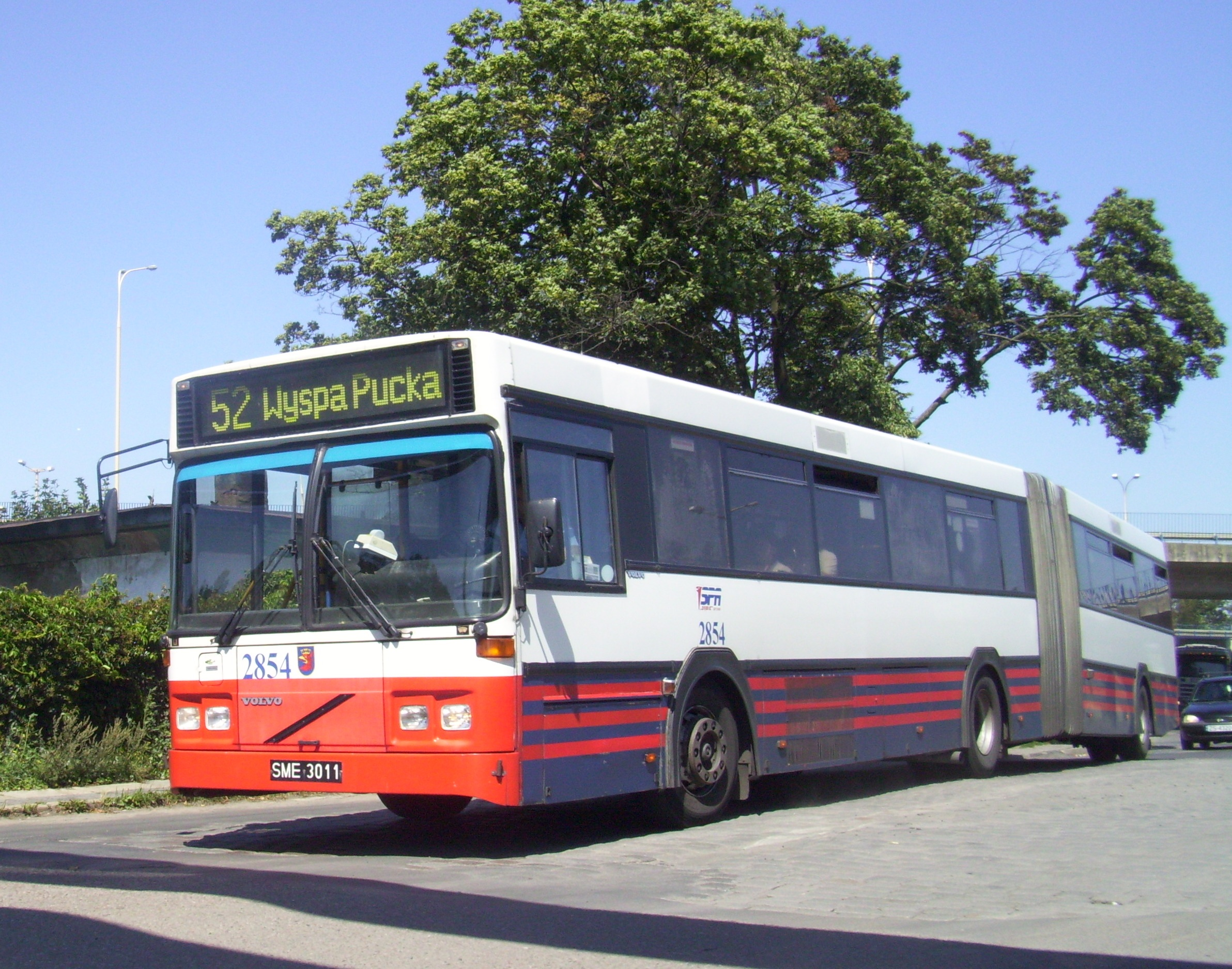
Volvo B10MA a Kanał Parnicki úton, 2012

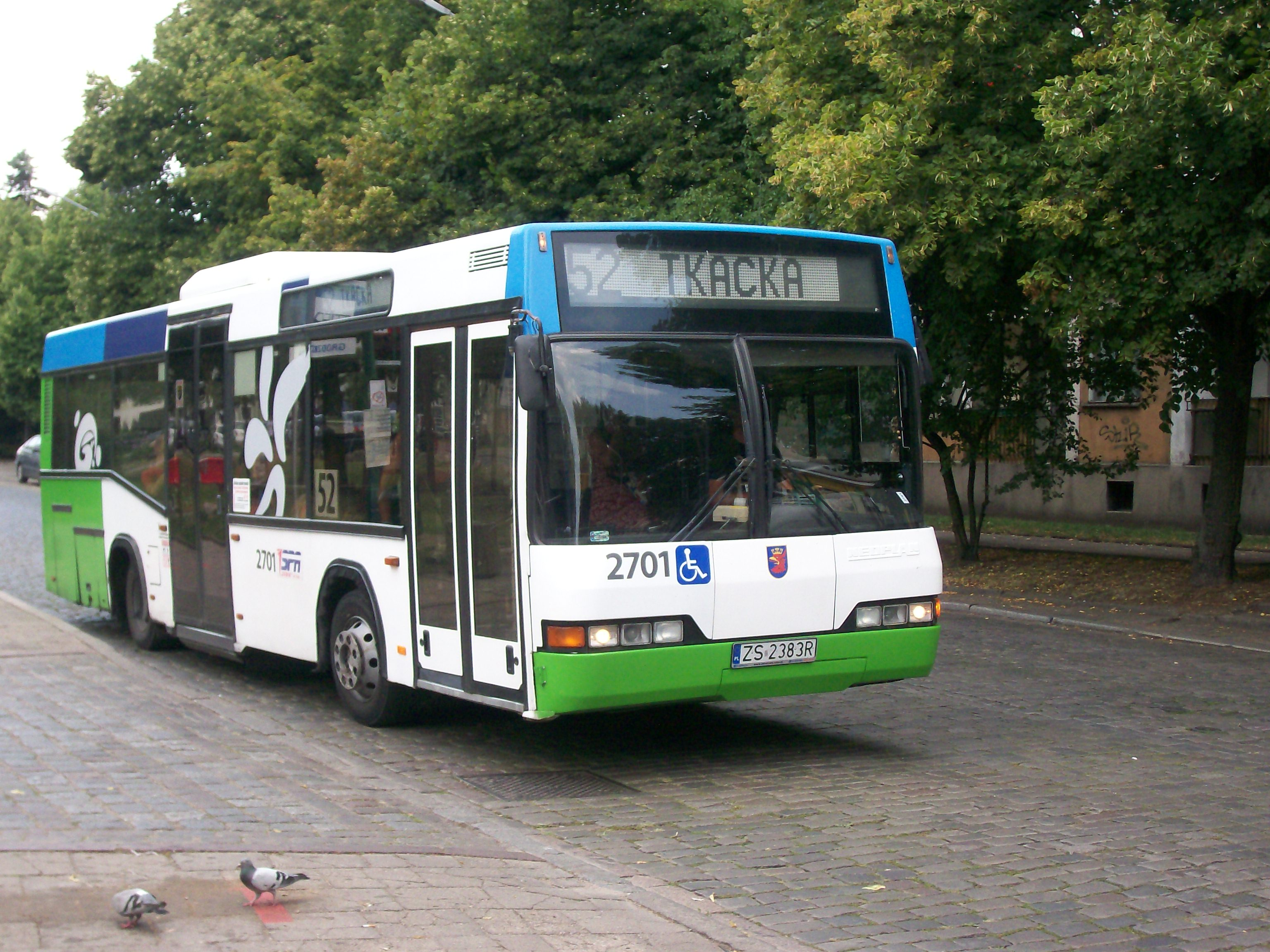
Neoplan N4011 a Grodzka úton, 2014

A szczecini 52-es jelzésű busz a Tkacka – Wyspa Pucka útvonalon közlekedik. A vonalon 1984-ben indult meg a közlekedés. A vonalat a PKS Szczecin közlekedteti az Utak és Közlekedési Hatóság Szczecinben (Zarząd Dróg i Transportu Miejskiego) megrendelésére.

## Története
Az 52-es vonal 1981. május 30-án jött létre az M buszvonal átnevezésével. Kezdetben Nysa mikrobuszok közlekedtek a vonalon, később olyan buszok is, mint a Jelcz 080, Jelcz M11, Ikarus 280, Neoplan N4011, Neoplan N4411 és Volvo B10MA. A Mercedes-Benz, MAN és Solaris buszok 2018 óta közlekednek a vonalon.

## Útvonala
| Wyspa Pucka felé | Tkacka felé |
| --- | --- |
| Tkacka – Grodzka – Sołtysia – Wyszyńskiego – most Długi – Energetyków – most Portowy – Gdańska – Kanał Parnicki – Marynarska – Wyspa Pucka | Wyspa Pucka – Marynarska – Kanał Parnicki – Gdańska – most Portowy – Energetyków – most Długi – Wyszyńskiego – Tkacka |

## Megállóhelyek és átszállási lehetőségek
| 99 (Zajezdnia Golęcin – Kołłątaja) |                        |
| Megállóhely                        | Átszállási kapcsolatok |
| Tkacka                             |                        |
| Grodzka1                           |                        |
| Wyszyńskiego                       | 2, 6, 7, 8 76, B, C    |
| Przychodnia Portowa1               |                        |
| Energetyków                        | 2, 6, 7, 8             |
| Port Centralny                     | 2, 7, 8                |
| Kanał Parnicki                     |                        |
| Marynarska                         |                        |
| Wiejska                            |                        |
| Okrętowa                           |                        |
| Ogrody „Stoczniowiec”              |                        |
| Kutrowa                            |                        |
| Wyspa Pucka                        |                        |

1 – Wyspa Pucka felé

## Járművek
A viszonylaton Mercedes-Benz O530/O530Ü, MAN NL263/313 és Solaris Urbino 12 buszok közlekednek.
| Kép | Típus               | Gyártó              | Gyártásban  |
| --- | ------------------- | ------------------- | ----------- |
|     | Mercedes-Benz O530  | Mercedes-Benz       | 2005 – 2012 |
|     | Mercedes-Benz O530Ü | Mercedes-Benz       | 2001 – 2007 |
|     | MAN NL263           | MAN SE              | 2000        |
|     | MAN NL313           | MAN SE              | 2003        |
|     | Solaris Urbino 12   | Solaris Bus & Coach | 2004        |